# Mansonia annulata
Mansonia annulata är en tvåvingeart som beskrevs av George Frederick Leicester 1908. Mansonia annulata ingår i släktet Mansonia och familjen stickmyggor. Inga underarter finns listade i Catalogue of Life.